# Albert Freedman
Albert Freedman est un producteur de télévision américain né le 27 mars 1922 à Taunton au Massachusetts et décédé le 11 avril 2017 à Greenbrae en Californie. Il est principalement connu pour être impliqué dans le scandale des quiz télévisés des années 1950. Il devient rapidement une figure centrale de ces scandales de tricherie et est la première personne inculpée. Il est arrêté pour parjure après avoir menti sur le fait d'avoir donné aux candidats les questions, avant de rétracter son témoignage devant le Grand Jury ce qui conduit à l'arrestation de quatorze anciens candidats. Après la conclusion des enquêtes sur les quiz télévisés, Albert Freedman déménage à Londres pour travailler dans des publications pornographiques.